# Rhodostrophia nesam
Rhodostrophia nesam là một loài bướm đêm trong họ Geometridae.